# Callipallene
Callipallene är ett släkte av havsspindlar som beskrevs av Flynn 1929. Callipallene ingår i familjen Callipallenidae.

## Dottertaxa tillCallipallene, i alfabetisk ordning[1][2]
- Callipallene acribica
- Callipallene acus
- Callipallene africana
- Callipallene amaxana
- Callipallene belizae
- Callipallene brevirostris
- Callipallene bullata
- Callipallene californiensis
- Callipallene conirostris
- Callipallene cuspidata
- Callipallene dubiosa
- Callipallene emacinata
- Callipallene ersei
- Callipallene evelinae
- Callipallene fallax
- Callipallene gabriellae
- Callipallene longicoxa
- Callipallene margarita
- Callipallene micracantha
- Callipallene novaezealandiae
- Callipallene pacifica
- Callipallene panamensis
- Callipallene pectinata
- Callipallene phantoma
- Callipallene producta
- Callipallene sagamiensis
- Callipallene seychellensis
- Callipallene spectrum
- Callipallene tiberi
- Callipallene tridens
- Callipallene vexator